# Дом Протковой
Дом Протко́вой — деревянное здание в стиле ампир в Пресненском районе Москвы, объект культурного наследия. Расположен по адресу Садовая-Кудринская улица, 15 строение 1. Возведён в 1809 году как усадебный дом для жены коллежского асессора Марфы Протковой, перестроен в 1841 году. Приписывается архитектору Осипу Бове. В XXI веке в здании располагается административный корпус Детской городской клинической больницы № 13 имени Филатова.

## История

### XIX век
Деревянный одноэтажный усадебный дом на каменном фундаменте, принадлежавший жене коллежского асессора Марфе Протковой, был построен в 1809 году. В это время усадьба соседствовала с территорией владений князя Павла Гагарина.
Во время пожара в Москве 1812 года дом не пострадал, став одной из немногих уцелевших деревянных допожарных построек. В 1815 году он приобрёл характерный для XIX века ампирный декор авторства Осипа Бове.
В 1841 году фасад здания был заново отделан в стиле ампир. Проект реконструкции дома также часто приписывают Осипу Бове, хотя сам архитектор умер ещё в 1834-м. По одной из версий, после пожара 1812 года во избежание стихийной застройки московские архитекторы под руководством Бове разработали несколько «образцовых проектов» жилых домов, украшения к которым можно было купить на строительном рынке. Интерьеры дома — анфиладная планировка, лепнина потолков, двери, печи, карнизы, колонны — сохранились почти без изменений.
В середине XIX века собственники дома неоднократно менялись. В начале 1880-х годов его владельцами стали супруги Николай и Ольга Коншины, представители старинного купеческого рода. В 1881-м они произвели капитальный ремонт здания, заменили оконные рамы, венцы и потолочные балки. В 1897 году на соседнем участке расположилась Софийская детская больница. Год спустя наследники Коншиных продали больнице свои владения. В деревянном доме обустроили квартиру главного врача: в разное время её занимали Николай Яблоков, Нил Филатов, Егор Покровский, Дмитрий Горохов.

### XX—XXI век
Во время первой русской революции дом пострадал от снарядов в ходе артиллерийского обстрела Пресни. В 1922 году Софийская больница получила имя бывшего главврача Нила Филатова. В годы Великой Отечественной войны на её территории размещался эвакогоспиталь № 5006. Дом Протковой продолжал находиться в составе больницы.
В 1954—1955 годах усадьбу частично отреставрировали. В 1980-е назрела необходимость более масштабных работ. Авторами проекта реконструкции дома стали архитекторы Галина Солодкая, Ольга Архипова и Лариса Лазарева. Микологические исследования показали, что наружная часть сруба сгнила: её ремонтировали в течение нескольких лет по мере финансирования. В начале 1990-х годов сруб заменили на три четверти с сохранением художественного убранства дома, воссоздали стропила и штукатурку на основе традиционных липовых перекрытий, на основе сохранившихся фрагментов восстанавливали карнизы и лепнину.
В сентябре 2014 года постановлением правительства Москвы дом Протковой получил статус объекта культурного наследия. По данным 2018-го, в обновлённом здании находится административный корпус Филатовской больницы, планируется открытие музея с воссозданием интерьеров кабинета врача начала XX века и экспозицией медицинского оборудования, иллюстрирующей развитие педиатрии в России.